# Cosme de Torres
Cosme de Torres, S.J. (n. 1510, Valencia - † 2 de octubre de 1570, Amakusa, isla de la prefectura de Kumamoto actual, Japón) fue un jesuita español y uno de los primeros misioneros cristianos en Japón.

## Biografía
- En 1510 nace en la ciudad de Valencia.
- En 1549 llega a Kagoshima (Japón) con los jesuitas Francisco Javier, Juan Fernández y el traductor Anjirō. Por eso fue uno de los primeros españoles que llegaron a Japón.
- En 1562 Torres se trasladó a Yokoseura, una ciudad portuaria que el daimyo local Ōmura Sumitada había abierto recientemente a los comerciantes portugueses. Torres dirigió las negociaciones con Ōmura Sumitada con el propósito de establecer un puerto en Nagasaki que habilitara el comercio exterior, como señala el historiador jesuita Luis de Guzmán. Ōmura donó un terreno y una casa a la misión jesuita. La casa fue utilizada como residencia de los jesuitas y Torres estableció un cementerio cristiano, así como un hospital en el terreno donado. Este cementerio era particularmente importante para la misión, ya que los templos budistas se negaban a enterrar a los cristianos japoneses convertidos.
- En 1563 bautiza a Omura Sumitada (Don Bartolomé), el primer daimyō convertido al cristianismo.
- En 1570 muere en Shiki, un lugar de la isla de Amakusa (en actual la villa de Reihoku, prefectura de Kumamoto).